# Strada maestra M-2 (Bosnia ed Erzegovina)
La strada maestra M-2 (in croato Magistralni put M-2) è la parte bosniaca della Jadranska Magistrala (in italiano: "Magistrale adriatica"), si estende per soli 9,3 km e serve unicamente il comune di Neum in Dalmazia nel cantone dell'Erzegovina-Narenta, parte della Federazione di Bosnia ed Erzegovina. La strada statale è di competenza bosniaca dal 1995 e non è direttamente collegata con nessun'altra strada statale bosniaca. 

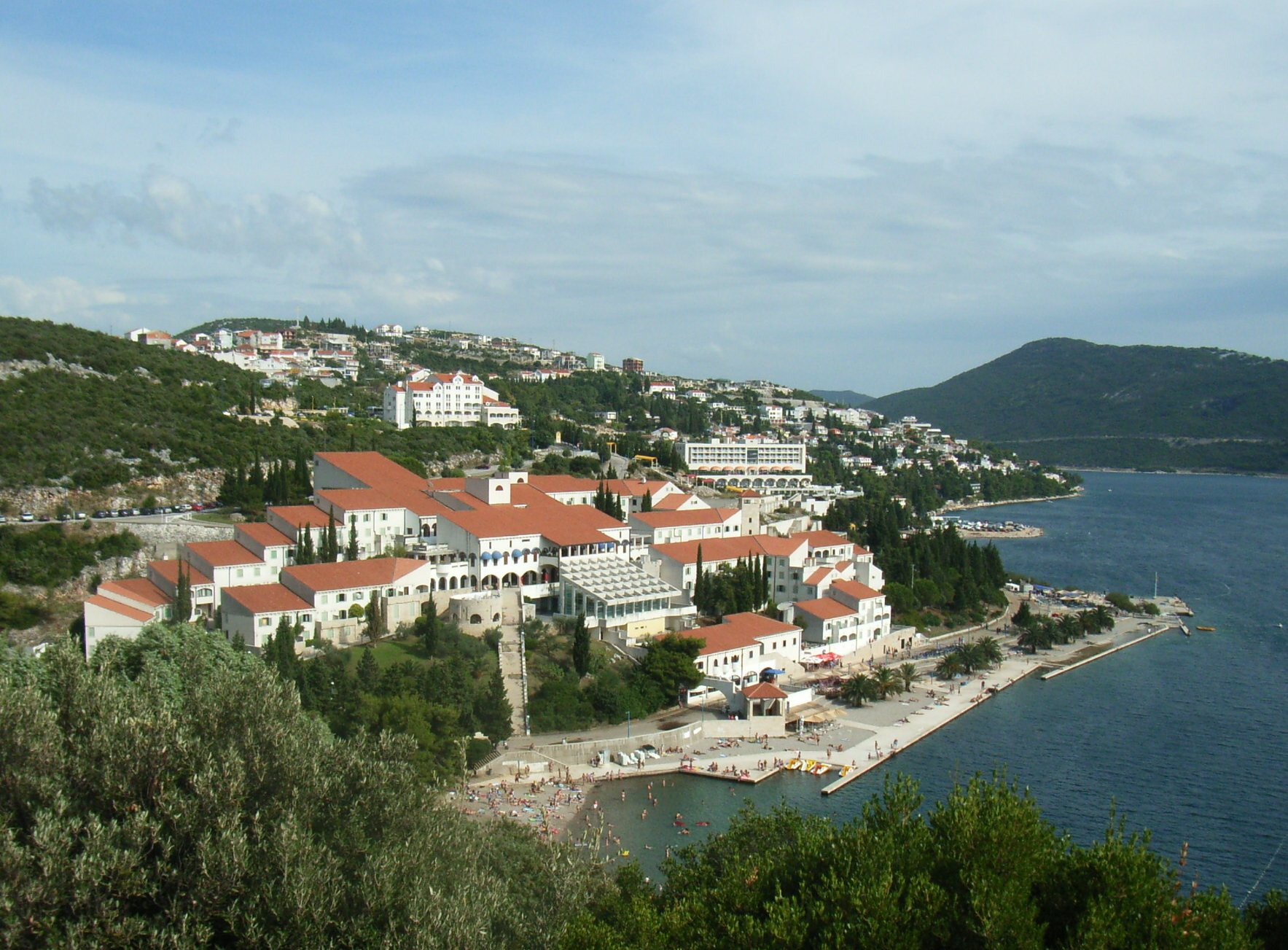
Neum

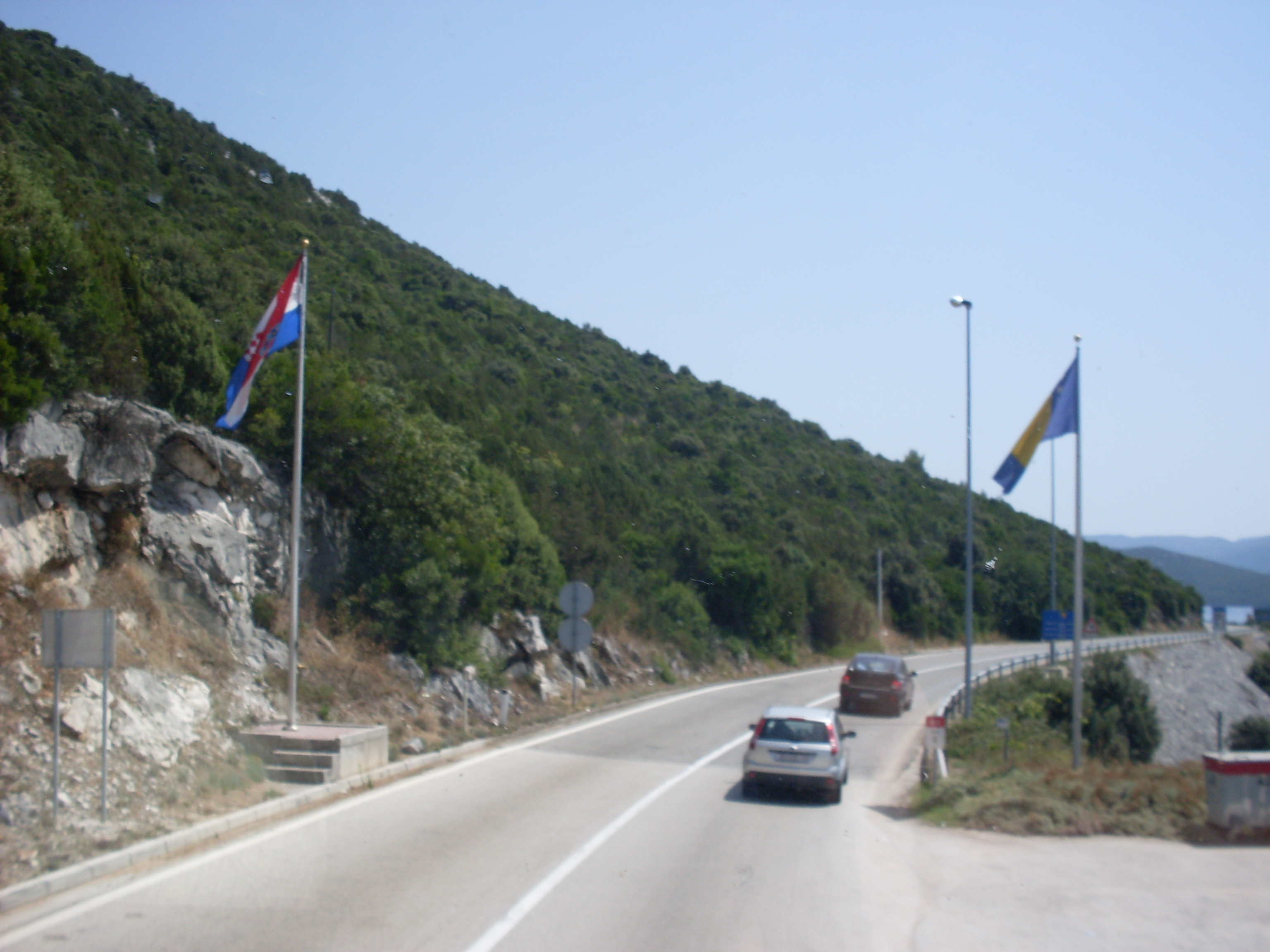
La strada statale 2 - confine - con le bandiere della Croazia e della Bosnia ed Erzegovina.

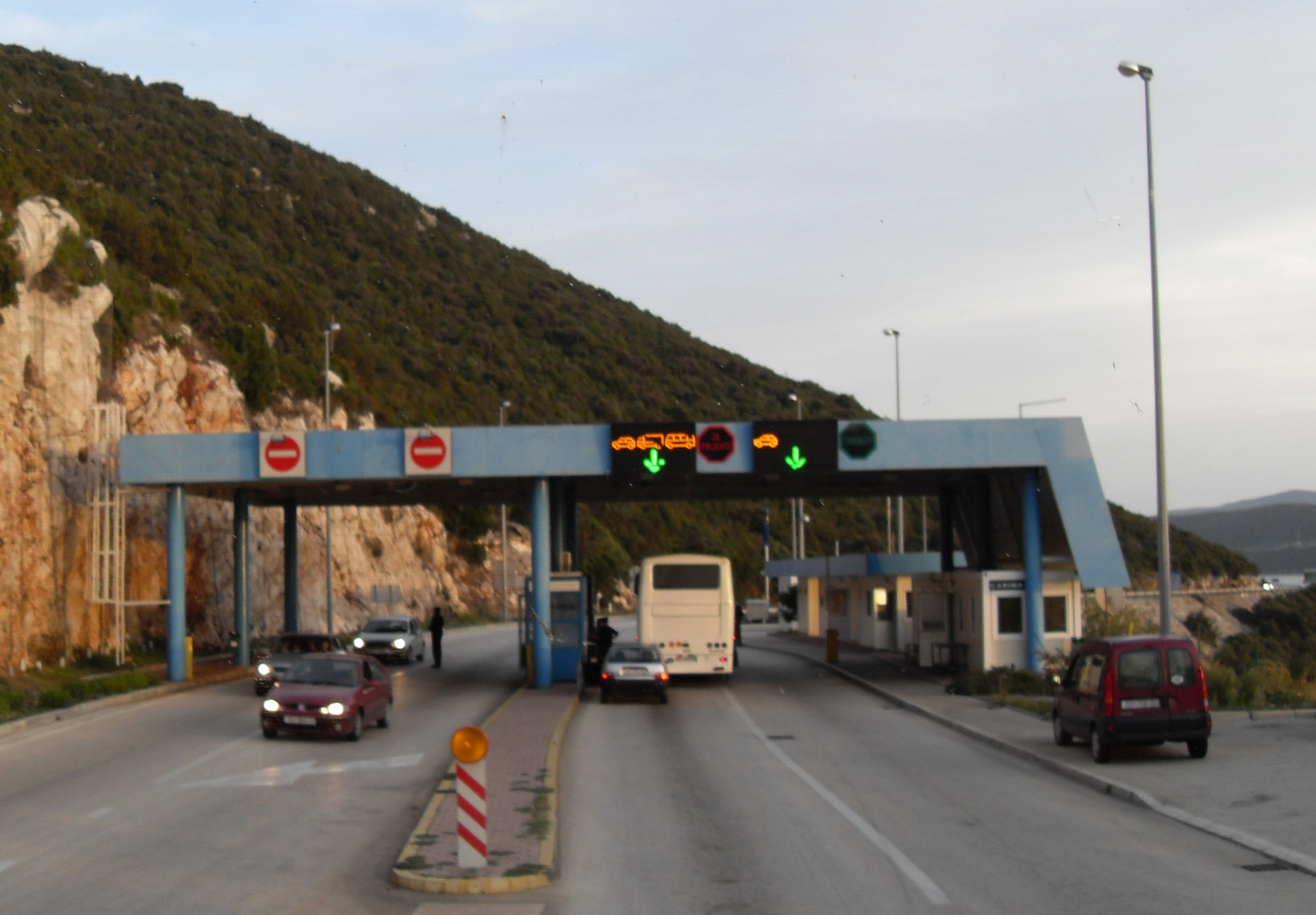
Confine con la Bosnia ed Erzegovina a nord di Neum, punto d'inizio della strada statale 2 bosniaca

## Tabella percorso
| STRADA MAESTRA M-2 |                                             |      |      |
| Tipo               | Indicazione                                 | ↓km↓ | ↑km↑ |
|                    | Confine di Stato - Croazia Strada statale 8 | 0,0  | 9,3  |
|                    | Neum                                        |      |      |
|                    | Confine di Stato - Croazia Strada statale 8 | 9,3  | 0,0  |